# Yuji Sakuda
Yuji Sakuda (født 4. december 1987) er en japansk fodboldspiller, som spiller for den japanske fodboldklub Zweigen Kanazawa.